# Assassinat al Jura
Assassinat al Jura (títol original en francès, Meurtres dans le Jura) és un telefilm franco-belga del 2019, de la col·lecció Assassinats a..., escrita per Laetitia Franceschini i Marie-Cécile Picquet, i dirigida per Éric Duret. S'ha doblat al valencià per a À Punt.
Es tracta d'una coproducció de Step By Step Productions, France Télévisions, Be-Films i l'RTBF, amb la participació de Radio télévision suisse.
Es va emetre per primera vegada a Suïssa el 8 de novembre de 2019 a RTS Un, a Bèlgica el 2 de febrer de 2020 a La Une, i a França el 15 de febrer del mateix any a França 3.
La pel·lícula es va rodar des del 5 de juny al 4 de juliol de 2019, a la regió del llac de Vouglans, al Jura.
La presa que es veu és la de Bimont, prop d'Ais de Provença.